# Chlorobium tepidum
Chlorobium tepidum, também conhecida como bactéria verde sulfurosa, é uma espécie de bactéria autotrófica, que  possui pigmentos verdes (bacterioclorofila C) agregados numa forma espacial diferente das plantas e são necessários para captar a energia solar. Estes agregados são extremamente eficientes na captação e transmissão da energia luminosa.
A sulfobactéria verde é uma bactéria termófila modelo. Estas bactérias usam compostos reduzidos de enxofre, tal como o sulfato, durante a fotossíntese como fornecedor de potencial redutor e não a água.Neste tipo de bactérias o dióxido de carbono não é fixado pela rubisco no ciclo de Calvin que não possuem, mas sim, no ciclo do ácido acético invertido ou ciclo de Krebs invertido.